# Holcus
Holcus es un género de plantas de la familia de las poáceas, conocidos genéricamente como pastos dulces o pastos miel por el contenido en glucosa de la hoja (aunque no deben confundirse con el Paspalum dilatatum, al que también se conoce por ese nombre). 

## Distribución
Son nativos de Eurasia, y prefieren los climas frescos y templados.

## Descripción
Los tallos son cortos, rodeados de hojas lisas de color verde grisáceo. Las inflorescencias son de color blanco o violáceo, y miden entre 2 y 6 cm de largo. 
Son plantas anuales o perennes. Hojas con vaina de márgenes libres; lígula dentada, membranosa; limbo plano o ligeramente convoluto. Inflorescencia en panícula laxa. Espiguillas ligeramente comprimidas lateralmente, con 2 (-3) flores articuladas con la raquilla. Raquilla prolongada por encima de la última flor, generalmente pelosa. Glumas más largas que las flores, ligeramente desiguales, aquilladas; la inferior uninervada; la superior trinervada. Lema elíptica, con 5 nervios, truncada; la de la flor inferior mútica o aristada; la de la flor superior generalmente aristada; arista dorsal o subterminal, geniculada o curvada. Callo obtuso y corto. Pálea más corta que la lema, con 2 quillas escábrida. Lodículas generalmente con 1 diente lateral. Ovario glabro. Cariopsis oblongo-elíptica, ligeramente surcada. Hilo elíptico.

## Taxonomía
El género fue descrito por Carlos Linneo y publicado en Species Plantarum 2: 1047. 1753. La especie tipo es: Holcus lanatus L.

## Especies
- Holcus gayanus Boiss.
- Holcus lanatus L.
- Holcus mollis L.
- Holcus setiglumis Boiss. & Reut.[5][6]